# Santa Maria de Vernet
Santa Maria de Vernet és l'església parroquial de Vernet, del municipi d'Artesa de Segre, inclosa en l'Inventari del Patrimoni Arquitectònic de Catalunya.

## Descripció

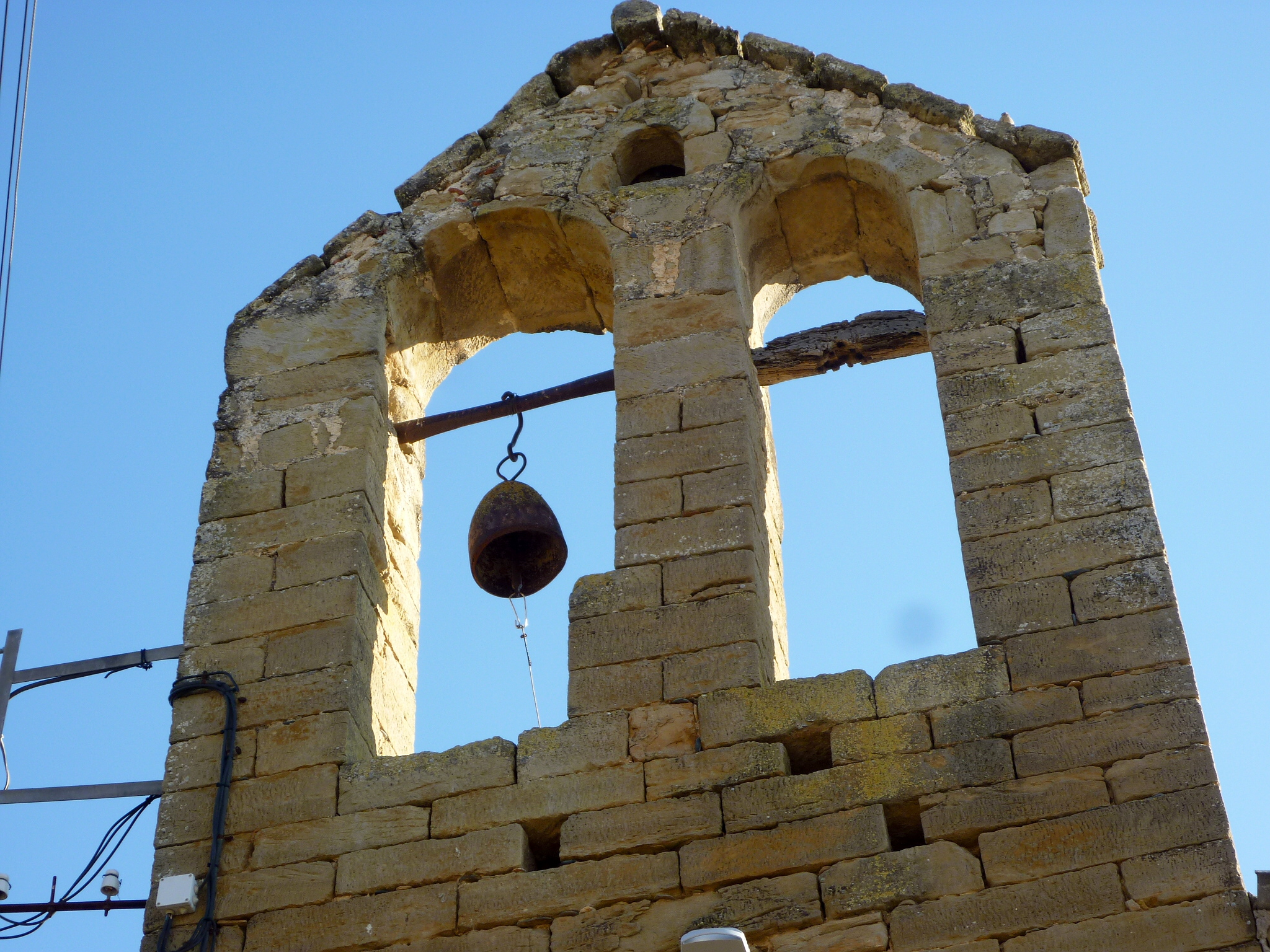
L'ogiva d'un obús fa de campana

Temple modificat d'una nau amb capelles i sagristia afegides. Volta de canó. Absis tapiat exteriorment per construccions adossades. La porta a ponent sense cap detall ornamental. El cor s'il·lumina per una finestra espitllerada amb arc de mig punt. El campanar de cadireta, descentrat, ha estat restaurat amb neteja d'afegits. L'arrencament d'una de les voltes que devia formar un porxo o un cos adossat al lateral es conserva a la façana de migjorn. Una campaneta amb les restes d'un obús penja a l'espadanya.

## Història
El lloc fou conquerit per Arnau Mir de Tost el 1034. L'any 1204 pertanyia a Guerau de Cabrera. Des del 1387 fou del marquesat de Camarasa.